# Гудима Олександр Миколайович
Олекса́ндр Микола́йович Гуди́ма (нар. 26 червня 1950, смт Розділ, Миколаївський район, Львівська область) — український політик. Народний депутат України. Кандидат економічних наук (з 2000). Член ВО «Батьківщина». Міністр палива та енергетики опозиційного уряду (з березня 2010).

## Освіта
У 1972 р. закінчив Львівський політехнічний інститут за фахом інженер-енергетик. Кандидатська дисертація «Проблеми розвитку і розміщення ядерної енергетики в Україні» (Рада з вивчення продуктивних сил України НАН України, 2000).

## Кар'єра
- 1972–1995 — інженер, керівник сектору «Львівенерго».
- 1978–1980 — експерт на АЕС, Чехословаччина.
- 1995–1998 — заступник голови правління Державної акціонерної енергопостачальної компанії «Львівобленерго».

Засновник та координатор громадської комісії з питань енергетики при Львівській обласній раді (1992), засновник і глава правління Галицького фонду відродження кооперації (1994), співзасновник споживчого товариства «Народна торгівля» (1995), засновник і президент Української енергетичної асоціації (1999), засновник і голова редакційної ради журналу «Енергетична політика України» (2000). Депутат Львівської обласної ради (квітень 2006 — грудень 2007).
Був членом Державної комісії з комплексного розв'язання проблем закриття ЧАЕС, членом спостережної ради НАК «Нафтогаз України» (з 2000). Ініціатор проведення парламентських слухань «Енергетична політика України» та «Енергетична стратегія України на період до 2030 року». Ініціатор-засновник церкви святої Софії (УГКЦ) у м. Львові (1991).
У 1980–1990 роках Олександр Гудима був членом Народного Руху України, очолював Львівську обласну організацію НРУ, входив до президії Центрального проводу НРУ. На початку 2000 років став членом УНР, пізніше перейменованого в Українську народну партію. У 2005–2007 роках був заступником лідера УНП Юрія Костенка. З березня 2007 року — член ВО «Батьківщина» (лідер — Юлія Тимошенко).
Володіє польською, чеською, словацькою та англійською мовами.

## Сім'я
Дружина Марія (1952) — інженер. Сини Юрій (1978) та Андрій (1979). Андрій Гудима воював у складі 80-ї окремої десантно-штурмової бригади та загинув у боях під Бахмутом 2 липня 2023. У жовтні 2023 року у "Видавництві Старого Лева" вийшла його книжка "69 спецій для Серця". У грудні 2023 року Капітула Премії імені Юрія Шевельова присудила Андрію Гудимі (посмертно) спеціальну відзнаку за смак до життя і слова, з глибокою вдячністю Герою за чин.

## Парламентська діяльність
Народний депутат України 3-го скликання з травня 1998 до травня 2002, виборчій округ № 123, Львівська область, висунутий НРУ. «За» 27,48 %, 15 суперників. На час виборів: заступник голови правління Державної акціонерної енергопостачальної компанії «Львівобленерго», член НРУ. Член фракції НРУ (травень 1998 — квітень 2000, член фракції УНР з квітня 2000). Голова підкомітету з питань ядерної політики та ядерної безпеки Комітету з питань паливно-енергетичного комплексу, ядерної політики та ядерної безпеки (липень 1998 — лютий 2000), член Контрольної комісії з питань приватизації (з липня 1998), голова Комітету з питань паливно-енергетичного комплексу, ядерної політики та ядерної безпеки (з лютого 2000).
Народний депутат України 4-го скликання з травня]] 2002 до 25 травня 2006, виборчій округ № 119, Львівська область, висунутий Блоком Віктора Ющенко «Наша Україна». «За» 28,74 %, 18 суперників. На час виборів: народний депутат України, член УНР. Член фракції «Наша Україна» (травень 2002 — березень 2005), уповноважений представник фракції УНП (з березня 2005). Голова підкомітету з питань газової промисловості Комітету з питань паливно-енергетичного комплексу, ядерної політики та ядерної безпеки (з червня 2002).
Народний депутат України 6-го скликання з грудня 2007 до грудня 2012 від «Блоку Юлії Тимошенко», № 160 в списку. На час виборів: тимчасово не працював, член ВО «Батьківщина». Член фракції «Блок Юлії Тимошенко» (з грудня 2007). Член Комітету з питань паливно-енергетичного комплексу, ядерної політики та ядерної безпеки (з грудня 2007).

## Нагороди
- Орден «За заслуги» II ступеня (23 серпня 2005) — за значний особистий внесок у соціально-економічний, науковий та культурний розвиток України, вагомі трудові здобутки та активну громадську діяльність[4]
- Орден «За заслуги» ІII ступеня (26 червня 2000) — за вагомий особистий внесок у державне будівництво, становлення та розвиток енергосистеми України[5]